# Помыкала, Дорота
Дорота Помыкала (пол. Dorota Pomykała, род. 3 июля 1956, Сверклянец, Катовицкое воеводство) — польская актриса театра, кино и телевидения.

## Биография
Дорота Помыкала родилась 3 июля 1956 года в Сверклянеце. Актёрское образование получила в Государственной высшей театральной школе в Кракове, которую окончила в 1979 году. Дебютировала в «Старом театре» в Кракове в 1979 г. Актриса театров в Кракове, Лодзи, Варшаве и Кельце. Выступает в спектаклях «театра телевидения» с 1979 года.

## Избранная фильмография
- 1978 — Провинциальные актёры / Aktorzy prowincjonalni — молодая актриса
- 1979 — Белая мазурка (Прощальная мазурка) / Biały mazur — молодая дама
- 1979 — Отец королевы / Ojciec królowej — Хелена Погожельская
- 1982 — Отплата / Odwet — портье в турбазе
- 1993 — Лучше быть красивой и богатой / Lepiej być piękną i bogatą — Ольга
- 1994 — Список греховодниц / Spis cudzołożnic — Иоля Лукасик
- 2009 — Публичный скандал / Zgorszenie publiczne — Лука Сувка
- 2011 — Меня зовут Ки / Ki — Богуслава, мать Кинги

## Признание
- 1989 — Бронзовый Крест Заслуги